# Akarçay
Der Akarçay (im Oberlauf: Bacak Deresi oder Nacak Çayı) ist ein Fluss im Westen von Zentralanatolien.
Der Akarçay entspringt am Nordhang des Gebirgszugs Ahır Dağı im Westen der türkischen Provinz Afyonkarahisar.
Er fließt in überwiegend östlicher Richtung. Am Oberlauf wird der Fluss von der Akdeğirmen-Talsperre aufgestaut. Der Akarçay passiert später den Norden der Provinzhauptstadt Afyonkarahisar, fließt an der Kleinstadt Çobanlar vorbei und mündet schließlich südlich von Bolvadin in den abflusslosen See Eber Gölü. Ein Großteil des Flusswassers wird zu Bewässerungszwecken abgeleitet. Im Unterlauf ist der Fluss kanalisiert. Der Akarçay hat eine Länge von ca. 100 km.
Im Einzugsbereich des Akarçay liegt an einem Nebenfluss die Seyitler-Talsperre.